# Junior League World Series 2001
Die Junior League World Series 2001 war die 21. Austragung der Junior League Baseball World Series, einem internationalen Baseballturnier für Knaben zwischen 13 und 14 Jahren. Gespielt wurde wie jedes Jahr in Taylor, Michigan.

## Teilnehmer
Die acht Mannschaften bildeten eine Gruppe aus vier Mannschaften aus den Vereinigten Staaten und eine Gruppe aus vier internationalen Mannschaften.
| Vereinigte Staaten                 | International                                  |
| ---------------------------------- | ---------------------------------------------- |
| Bronx, New York Region Ost         | Kutno, Polen Region Europa                     |
| Lake Charles, Louisiana Region Süd | Saipan, Nördliche Marianen Region Ferner Osten |
| ʻAiea, Hawaii Region West          | Surrey, British Columbia Region Kanada         |
| Fort Wayne, Indiana Region Zentral | San Francisco, Venezuela Region Lateinamerika  |

## Ergebnisse
Die Teams wurden in zwei Gruppen eingeteilt. Jeder spielte gegen Jeden in seiner Gruppe, die beiden Ersten spielten gegeneinander den Finalplatz aus.

### Vorrunde

#### Gruppe Vereinigte Staaten
| Platz | Region  | W | L | %     |
| ----- | ------- | - | - | ----- |
| 1.    | Süd     | 2 | 1 | 0.667 |
| 2.    | West    | 2 | 1 | 0.667 |
| 3.    | Ost     | 1 | 2 | 0.333 |
| 4.    | Zentral | 1 | 2 | 0.333 |

| Datum      | Zeit | Begegnung | Begegnung | Begegnung | Ergebnis |
| ---------- | ---- | --------- | --------- | --------- | -------- |
| 13. August |      | Zentral   | –         | Ost       | 3:4      |
| 13. August |      | Süd       | –         | West      | 7:3      |
| 14. August |      | Zentral   | –         | Süd       | 6:4      |
| 15. August |      | West      | –         | Ost       | 3:1      |
| 16. August |      | Ost       | –         | Süd       | 2:5      |
| 16. August |      | West      | –         | Zentral   | 4:1      |

#### Gruppe International
| Platz | Region        | W | L | %     |
| ----- | ------------- | - | - | ----- |
| 1.    | Lateinamerika | 3 | 0 | 1.000 |
| 2.    | Kanada        | 2 | 1 | 0.667 |
| 3.    | Ferner Osten  | 1 | 2 | 0.333 |
| 4.    | Europa        | 0 | 3 | 0.000 |

| Datum      | Zeit | Begegnung    | Begegnung | Begegnung     | Ergebnis |
| ---------- | ---- | ------------ | --------- | ------------- | -------- |
| 13. August |      | Kanada       | –         | Europa        | 9:0      |
| 14. August |      | Europa       | –         | Lateinamerika | 0:12     |
| 14. August |      | Ferner Osten | –         | Kanada        | 3:12     |
| 15. August |      | Europa       | –         | Ferner Osten  | 4:11     |
| 15. August |      | Kanada       | –         | Lateinamerika | 0:4      |
| 16. August |      | Ferner Osten | –         | Lateinamerika | 1:7      |

### Finalrunde
|  | US und Intern. Finale | US und Intern. Finale |          |                   | Weltmeisterschaft | Weltmeisterschaft |
|  |                       |                       |          |                   |                   |                   |
|  | 17. August            |                       |          |                   |                   |                   |
|  | US1 Süd               | 1                     |          |                   |                   |                   |
|  | US2 West              | 7                     |          |                   | 18. August        | 18. August        |
|  |                       |                       | US2 West | 6                 |                   |                   |
|  | 17. August            | 17. August            |          | IN1 Lateinamerika | 5                 |                   |
|  | IN1 Lateinamerika     | 4                     |          |                   |                   |                   |
|  | IN2 Kanada            | 2                     |          |                   |                   |                   |
|  |                       |                       |          |                   |                   |                   |

## Weblink
- Offizielle Webseite der Junior League World Series